# Azjatycki Super Puchar
Azjatycki Super Puchar – były coroczny mecz rozgrywany pomiędzy zwycięzcami azjatyckiej Ligi Mistrzów oraz Pucharu Zdobywców Pucharów.

## Historia
Rozgrywki rozpoczęły się w 1995 r., a skończyły się w 2002 roku gdy PZP przestał istnieć. Najwięcej tytułów zdobyły saudyjski Al-Hilal i koreański Suwon Samsung Bluewings wygyrwając Super Puchar dwukrotnie.

## Tryumfatorzy
| Rok  | Zwycięzca                | Wynik 1 meczu | Wynik 2 meczu | Finalista               |
| ---- | ------------------------ | ------------- | ------------- | ----------------------- |
| 1995 | Yokohama Flügels         | 1:1           | 3:2           | Thai Farmers Bank F.C.* |
| 1996 | Seongnam Ilhwa Chunma*   | 5:3           | 1:0           | Bellmare Hiratsuka      |
| 1997 | Al-Hilal*                | 1:0           | 1:1           | Pohang Steelers         |
| 1998 | An-Nassr                 | 1:1           | 0:0 (b. wyj.) | Pohang Steelers*        |
| 1999 | Júbilo Iwata*            | 1:0           | 1:2 (b. wyj.) | Al-Ittihad              |
| 2000 | Al-Hilal                 | 2:1           | 1:1           | Shimizu S-Pulse*        |
| 2001 | Suwon Samsung Bluewings* | 2:2           | 1:1           | Al-Szabab Rijad         |
| 2002 | Suwon Samsung Bluewings* | 1:0           | 0:1 (k. 4:2)  | Al-Hilal                |

- gospodarz pierwszego meczu

## Ciekawostki
- Tryumfatorzy Azjatyckiej Ligi Mistrzów zdobyli puchar 5 razy, natomiast zwycięzcom Pucharu Zdobywców Pucharów udało się zwyciężyć 3 razy